# Regimentul I de Graniță de la Orlat, Compania a X-a

Localităţile Companiei a X-a de graniţă

Compania a X-a făcea parte din Regimentul I de Graniță de la Orlat în cadrul Graniței Militare din Transilvania (în germană Siebenbürgische Militärgrenze), instituită în anul 1764 de autoritățile imperiale drept cordon sanitaire la frontiera sudică a Principatului Transilvania.

## Comandanți
- Sublocotenentul Dobrin Ioan(Dobrin Johann) - comandant interimar în 1850[1].